# Kis lilik

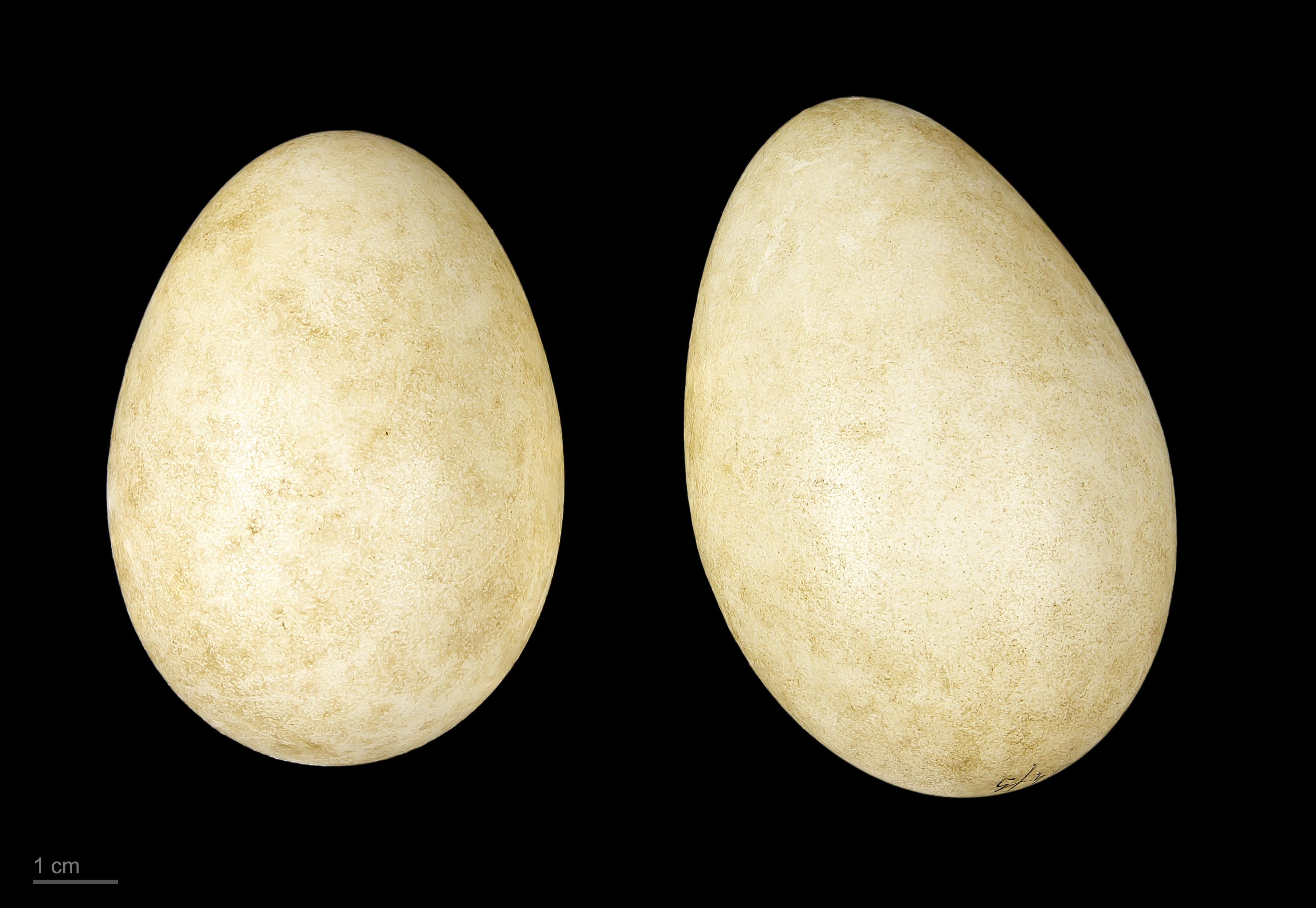
Anser erythropus

A kis lilik (Anser erythropus) a madarak osztályának a lúdalakúak (Anseriformes) rendjébe, ezen belül a récefélék (Anatidae) családjába tartozó faj.

## Elterjedése, élőhelye
Eurázsiában költ az északi erdőhatár közelében, télen délre vonul. A közeli rokon nagy liliknél valamivel délebbre, költőterületeik átfednek. Ahol mindketten előfordulnak, ott a nagy lilik a lapályokon, a kis lilik az utolsó hómezők közelében, a hegyekben, a sarki füzek és törpe nyírek között költ.
A Kárpát-medencében rendszeres vendég, néha áttelel.
Tajgák, erdők, kopár tundrák, kisebb tavak, mocsarak közelében tartózkodik.

## Megjelenése
Hossza 53–66 centiméter, szárnyfesztávolsága 120–135 centiméteres, testtömege pedig 1600–2500 gramm. Feje és nyaka felül sötétszürke, alul kissé világosabb. Farcsíkja, fara és alsó farkfedői fehérek. Szeme sötétbarna, csőre rózsaszínű, lába narancssárga. A szárny csúcsa a fark végét túlhaladja. Nagyon hasonlít a közel-rokon és jóval gyakoribb nagy lilikre (Anser albifrons); a testméretkülönbség nem biztos határozó bélyeg. A nagy lilikhez képest feje aránylag rövidebb és magasabb; az ivarérett madarak fehér homlokfoltja a csőrtől jobban a szemek fölé nyúlik. Szemét vékony, élénk sárga vagy narancssárga gyűrű veszi körül, ami a nagy liliknél hiányzik.

## Életmódja
A költőterületen elsősorban zöld növényi részeket eszik, de nem veti meg a haszonnövényeket sem (kukorica, gabona).
Vonuló madár. Vonuláskor a kis lilikek hullámzó vonalakba vagy V alakba rendeződnek. Leszállás előtt nagy magasságból lélegzetelállító zuhanórepülésbe kezdenek. A vándorcsapatokban „hág" kiáltásokkal tartják a kapcsolatot.

## Szaporodása
A mohával, később pehelytollakkal is bélelt fészek többnyire hegyi tavak közelében fekszik. A fészkét a talajon, kisebb mélyedésbe készíti növényi anyagokból, pehelytollakkal bélelve. 
Csak a tojó költ, míg a gúnár a közelben őrködik. A költési időszak május-júniusban van. 
A fészekalja 4-5 sárgásfehér tojásból áll, melyen 25-28 napig kotlik. 
A kislibák rögtön kikelés után nagyon ügyesen járnak, ha fenyegetve érzik magukat, a vízbe menekülnek. A szárazon meglepően gyorsan futnak a lejtőn felfelé, és sziklahasadékokba vagy a bozótosba bújnak el.
Szülők közösen gondozzák az utódokat, melyek 6 hét után már repülnek. Ekkor a családok csapatokba verődnek.

## Védettsége
Magyarországon 1982 óta fokozottan védett, természetvédelmi értéke 1 000 000 Ft.